# The Mall

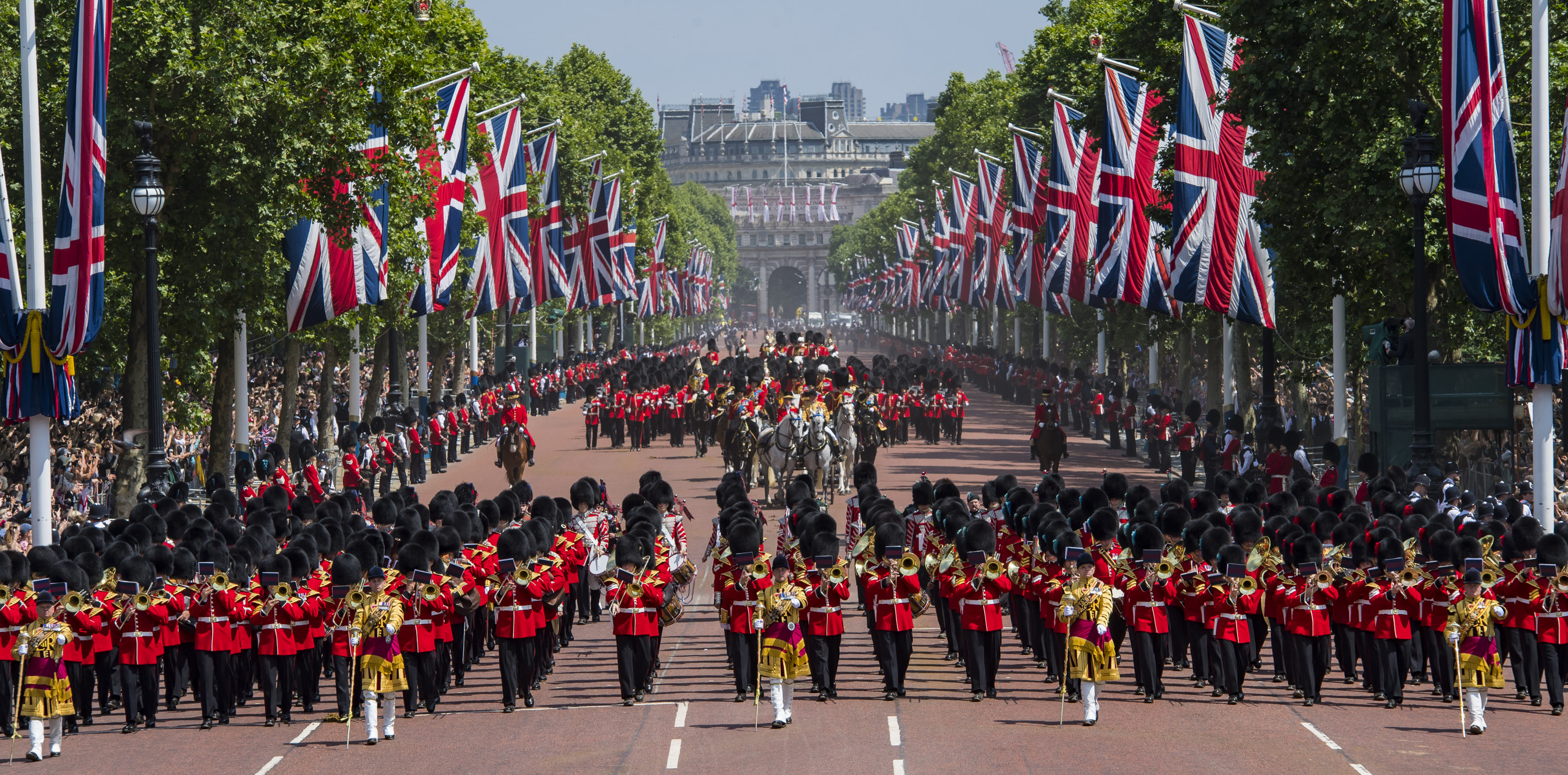
Cuộc diễu hành mừng sinh nhật Nữ vương đầu tiên (2018) trên Đại lộ The Mall.

The Mall (/ˈmæl/) là một đại lộ trong thành phố Westminster, trung tâm thủ đô Luân Đôn; trải dài thẳng từ hướng đông Quảng trường Trafalgar qua Khải hoàn môn Admiralty tới hướng tây Cung điện Buckingham.
Đại lộ được xây dựng như một con đường nghi lễ dành cho chuyến thăm chính thức của nguyên thủ các quốc gia tới Vương quốc Anh, được trang trí với cờ Anh và cờ của các quốc gia đến thăm. 
Đại lộ The Mall chỉ mở cửa lưu thông vào thứ bảy, chủ nhật, và dịp lễ.

## Sự kiện thể thao

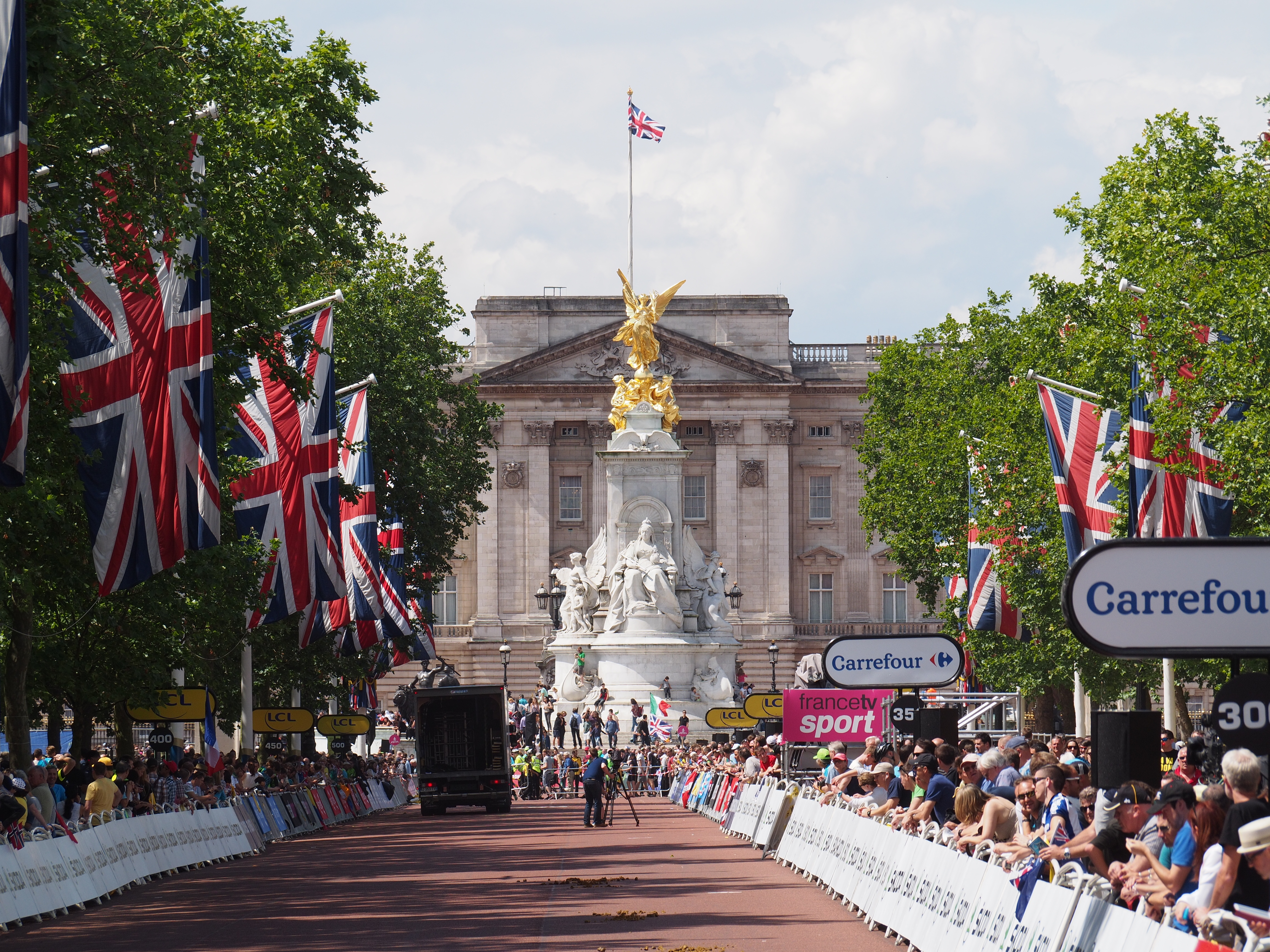
chặng cuối cùng cuộc đua kết thúc từ đại lộ The Mall đến Cung điện Buckingham

Cuộc đua việt dã đã diễn ra trên đại lộ The Mall hàng năm. Đây cũng là vạch xuất phát và kết thúc của Marathon Luân Đôn, đường đua của Thế vận hội Olympic và Paralympic 2012. Trong những năm gần đây, đại lộ The Mall cũng liên tục được sử dụng làm đường đua hoàn thiện cho các sự kiện đua xe đạp tại Vương quốc Anh, bao gồm Cuộc đua Olympics Road 2012, Ride London Prudential Classic năm 2013 và chặng 3 của Tour de France 2014. Lễ khai mạc World Cup Cricket 2019 cũng được tổ chức trên The Mall.

## Văn học
- Bamber Gascoigne: Encyclopedia of Britain. BCA, London/New York/Sydney/Toronto 1993, ISBN 0-333-54764-0, S. 401.